# Heine Fernandez
Heine Fernandez (født 14. juli 1966) er dansk fodboldspiller fra Viborg-egnen. Han startede sin karriere i Viborg FF, hvorefter han spillede en årrække i Silkeborg IF, hvor han bl.a. vandt mesterskabet i 1994. Vendte hjem til Viborg FF, hvor han spillede 1998-2001. Sidenhen spiller hos både AB og F.C. København, før han blev træner i Torshavn, Færøerne.
Heine Fernandez debuterede for F.C. København i en træningskamp den 23. februar 2001 mod Helsingborgs IF. I sin superligadebut måneden efter scorede Fernandez på straffespark mod AaB. Han spillede angriber på holdet i både forårs- og efterårsæsonen 2001, hvor han opnåede 27 superligakampe for klubben, 1 pokalkamp, 6 kampe i UEFA-cuppen og 3 kampe i Champions League, herunder i sejren over S.S. Lazio den 8. august 2001, hvor Fernandez scorede sejrsmålet for FCK.